# Naoko Tanaka
Naoko Tanaka (jap. 田中 奈緒子, Naoko Tanaka; * 1975 in der Präfektur Tokio) ist eine japanische bildende Künstlerin, die an der Schnittstelle von darstellender und bildender Kunst arbeitet. Ihr Schwerpunkt liegt auf Installation und Performance, in denen sich Choreografie und visuelle Kunst auf eindringliche Weise miteinander verbinden.

## Leben und Werk
Naoko Tanaka studierte Malerei und Bildende Kunst an der Hochschule der Künste Tokio und kam 1999 als Stipendiatin an die Kunstakademie Düsseldorf nach Deutschland.
Von 2001 bis 2010 arbeitete sie gemeinsam mit dem Choreografen Morgan Nardi als Künstlerduo Ludica.(Nardi/Tanaka), mit dem sie 2010 zur Tanzplattform Deutschland eingeladen wurde.
Im Jahr 2010 begann sie ihre Solokarriere mit einem Produktionsstil, bei dem sie sämtliche Aspekte – von Konzept über Bühneninstallation, Regie und Sounddesign bis hin zur Performance – selbst übernahm.
In den Jahren 2011 bis 2015 realisierte Tanaka die Solo-Installations-Performance-Reihe Schatten-Trilogie. Der erste Teil, Die Scheinwerferin, wurde 2012 mit dem Prix Jardin d’Europe beim Festival ImPulsTanz sowie dem ZKB Anerkennungspreis beim Zürcher Theaterspektakel ausgezeichnet.
Tanaka entwickelte damit ein originäres Format, Installationen performativ zu bespielen: Bewegte Lichter, Schatten und Objekte werden zu choreografischen und architektonischen Kompositionen verwoben, die das Publikum in einen außergewöhnlichen Wahrnehmungsmodus versetzen.
Die Produktion Still Lives (2018), die Tanaka als „szenische Installation“ bezeichnet, nimmt starken Bezug auf den jeweiligen Raum und dessen architektonische Gegebenheiten. In Zusammenarbeit mit dem Festival KYOTO EXPERIMENT entstand eine einzigartige Aufführung in der ehemaligen Kaiservilla der Burg Nijō – einer UNESCO-Weltkulturerbestätte und zugleich einem Symbol der japanischen Modernisierung.
Mit dem Elektromusiker Oval (Markus Popp) entwickelte sie audiovisuelle Performances, und für die französische Musikerin Colleen (Cécile Schott) produzierte sie ein Musikvideo.
In 2014 war sie künstlerische Gastdozierende am Institut für Theaterwissenschaft der Universität Leipzig.
Sie lebt und arbeitet in Berlin.

## Performance-Produktionen
- 2023  Milliarden Jahre Widerhall (Uraufführung: Sophiensæle, Berlin, DE)
- 2018  STILL LIVES (Uraufführung: Sophiensæle, Berlin, DE)
- 2016  Zone (Uraufführung: Echigo-Tsumari Satoyama Museum, Niigata, JP)
- 2015  Unverinnerlicht (Uraufführung: Sophiensæle, Berlin, DE)
- 2012  Absolute Helligkeit (Uraufführung: Sophiensæle, Berlin, DE)
- 2011  Die Scheinwerferin (Uraufführung: Sophiensæle, Berlin, DE)

## Ausstellungen (Auswahl)
- 2017  Schatten-Trilogie. Objekte, Skizzen, Collagen, Weisse Halle / Eisfabrik, Hannover, DE (Einzelausstellung)
- 2016  Reverie of Substances, KINARE – Echigo-Tsumari Satoyama Museum of Contemporary Art, JP (Einzelausstellung)
- 2015  Echigo-Tsumari Art Triennial, Niigata, JP
- 2013  ]domaines[, National Choreographic Center, Montpellier, FR (Performance & Einzelausstellung)
- 2012  Scheinbar wirklich, Nidwaldner Museum, Stans, CH (Gruppenausstellung)

## Teilnahme an Kunst- und Theaterfestivals (Auswahl)
- 2024  Festival Theater der Dinge mit Träume der Materie #1: Schlafen im Wald, Schaubude Berlin, DE
- 2018  KYOTO EXPERIMENT 2018 mit STILL LIVES, Kyoto, JP
- 2017  KYOTO EXPERIMENT 2017 mit Unverinnerlicht, Kyoto, JP
- 2015 Echigo-Tsumari Art Triennial mit Absolute Helligkeit, Niigata, JP
- 2014  Ichihara Art x Mix mit Installation & Die Scheinwerferin, Ichihara, JP
- 2014  Theaterfestival FAVORITEN mit Absolute Helligkeit, Dortmund, DE
- 2013  18. Internationales Figurentheater-Festival mit Absolute Helligkeit, Erlangen, DE
- 2013  Danae Festival mit Absolute Helligkeit & AV-Performance Naoko Tanaka & Oval, Mailand, IT
- 2012  NEXT Festival mit Die Scheinwerferin, Buda / Kortrijk, BE
- 2012  Zürcher Theater Spektakel mit Die Scheinwerferin, Zürich, CH
- 2012  ImPulsTanz mit Die Scheinwerferin, Kasino am Schwarzenbergplatz, Wien, AT
- 2012  TJCC Festival mit Die Scheinwerferin, Théâtre de Gennevilliers, Paris, FR

## Permanent Installationen
- Seit 2020 – The Faraway House, ARS Tsukide, Ichihara, JP[13]
- Seit 2013 – Gnade des Kranichs, Kranich Museum, Hessenburg, DE[14]

## Auszeichnungen und Förderpreise(Auswahl)
- 2025 Recherche-Stipendium (Performing Arts), Kunststiftung NRW, DE
- 2024 Fellowship, PACT Zollverein, DE
- 2015/2019 Arbeits- und Recherchestipendium Senatskanzlei Kulturelle Angelegenheiten, Berlin, DE
- 2012 ZKB Acknowledgment Prize, Zürcher Theater Spektakel, CH
- 2012 Prix Jardin d' Europe 2012, Festival ImPulsTanz, AT
- 2011 the Aword for the particular expressivity on the border areas between theatrical and other arts on 38th International Festival of Alternative and New Theatre, Festival INFANT, Novi Sad, RS
- 2010–2012 Scholarship of the Agency for Cultural Affairs, JP
- 2009 Scholarship of the POLA Art Foundation, JP
- 1999 Scholarship of the Union Foundation, JP

## Eigene Veröffentlichungen
- Schattentrilogie, Hrsg.: Astrid Hackel. Mit Texten von Yoko Tawada, Gabriele Brandstetter, Hartmut Böhme und Adam Czirak. Naoko Tanaka in Koproduktion mit Sophiensaele, Berlin 2017, ISBN 978-3-98187740-3